# La fugue de Monsieur Perle
La fugue de Monsieur Perle è un film del 1952 diretto da Pierre Gaspard-Huit.